# Cerco de Kiev (1240)
O Cerco de Kiev ou Quieve pelo Império Mongol ocorreu entre 28 de novembro e 6 de dezembro de 1240 e resultou em vitória mongol. Foi pesado golpe à moral e tropas do Reino de Galícia-Volínia e permitiu ao general Batu Cã continuar a marcha à Europa.

## Antecedentes
Batu Cã e os mongóis começaram sua invasão no final de 1237 conquistando o Principado de Riazã no nordeste da Rússia de Kiev. Em 1238, foram ao sudoeste e destruíram as cidades de Vladimir e Cozelsque, e Em 1239 capturaram Pereiaslave e Czernicóvia com os olhos postos na cidade de Kiev. Quando os mongóis enviaram vários embaixadores a Kiev para exigir a submissão, foram executados por Miguel I de Czernicóvia e posteriormente por Demétrio.

## Cerco
O exército de vanguarda comandado pelo primo de Batu, Mangu, chegou perto da cidade em 1240. Aparentemente levado pelo esplendor dela, lhe ofereceu termos de rendição, mas os emissários foram mortos. Então os mongóis decidiram sitiá-la. Batu destruiu as forças dos vassalos russos, os caracalpaques, que estavam a caminho para socorrê-la, e todo o exército mongol se preparou fora dos portões, juntando-se às tropas de Mangu. Em 28 de novembro, prepararam suas catapultas e começaram um bombardeio que durou vários dias. Em 6 de dezembro, as muralhas foram rompidas e o combate corpo a corpo seguiu nas ruas. Os quievanos sofreram pesadas perdas e Demétrio foi ferido por uma flecha.
Quando a noite caiu, os mongóis mantiveram suas posições enquanto os quievanos se retiraram para as partes centrais da cidade. Muitas pessoas lotaram a Igreja dos Dízimos. No dia seguinte, quando os mongóis começaram o ataque final, a sacada da igreja desabou sob o peso das pessoas que estavam sobre ela, esmagando muitos. Depois que os mongóis venceram a batalha, saquearam Kiev. A maior parte da população foi massacrada. Dos 50 000 habitantes antes da invasão, cerca de 2 000 sobreviveram. A maior parte da cidade foi queimada e apenas seis dos quarenta edifícios principais permaneceram de pé. Demétrio, no entanto, teve misericórdia por sua bravura. Após sua vitória em Kiev, os mongóis estavam livres para avançar à Hungria e Polônia.